# Hambacher Fest

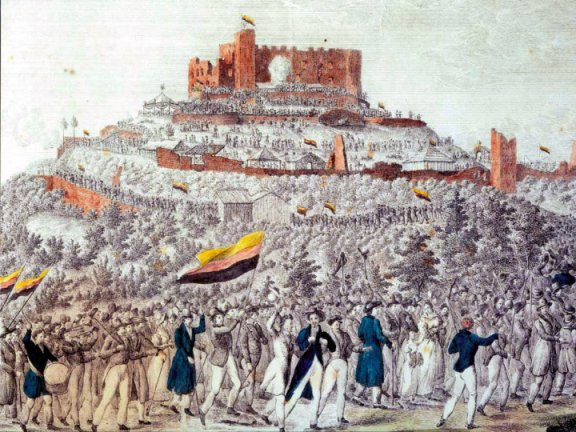
Procesiunea spre Castelul Hambach – litografie din cca. 1832. Steagul reprezentat urma să devină ulterior steagul Germaniei (cu o altă ordine a culorilor).

Hambacher Fest (din germană Festivalul Hambacher) a fost o manifestație democratică națională din Confederația Germană, desfășurată în perioada 27-30 mai 1832 la Castelul Hambach, lângă orașul Neustadt an der Weinstraße din actuala Renania-Palatinat, Germania. Manifestația, deghizată într-un târg apolitic, a fost una din principalele demonstrații publice în sprijinul unității germane, libertății și democrației în perioada Vormärz, cea dinaintea Revoluției de la 1848.

## Circumstanțe
În timpul Congresului de la Viena din 1815, Castelul Hambach și regiunea istorică Pfalz (Palatinat) de pe malul vestic al Rinului făceau parte din Regatul Bavariei. Anterior, regiunea fusese ocupată de trupele revoluționare franceze în timpul Războiului Primei Coaliții din 1794 și încorporată în Prima Republică Franceză în 1801. După înfrângerea lui Napoleon I, noile autorități bavareze au menținut unele drepturi constituționale, însă populația locală suferea din cauza impozitelor mari și cenzurii tot mai apăsătoare.
Fostul Palatinat francez era ultimul refugiu al autorilor și intelectualilor liberali, care s-au văzut nevoiți să înfrunte politicile bavareze reacționare. În ianuarie 1832, câțiva jurnaliști au înființat o asociație democratică pentru libertatea presei și cea de exprimare, dar conducerea a interzis-o fără zăbavă. Ca reacție, inițiatorii au cerut permisiunea să organizeze un „târg” la Castelul Hambach, orice alt fel de demonstrații fiind interzise.

## Festival

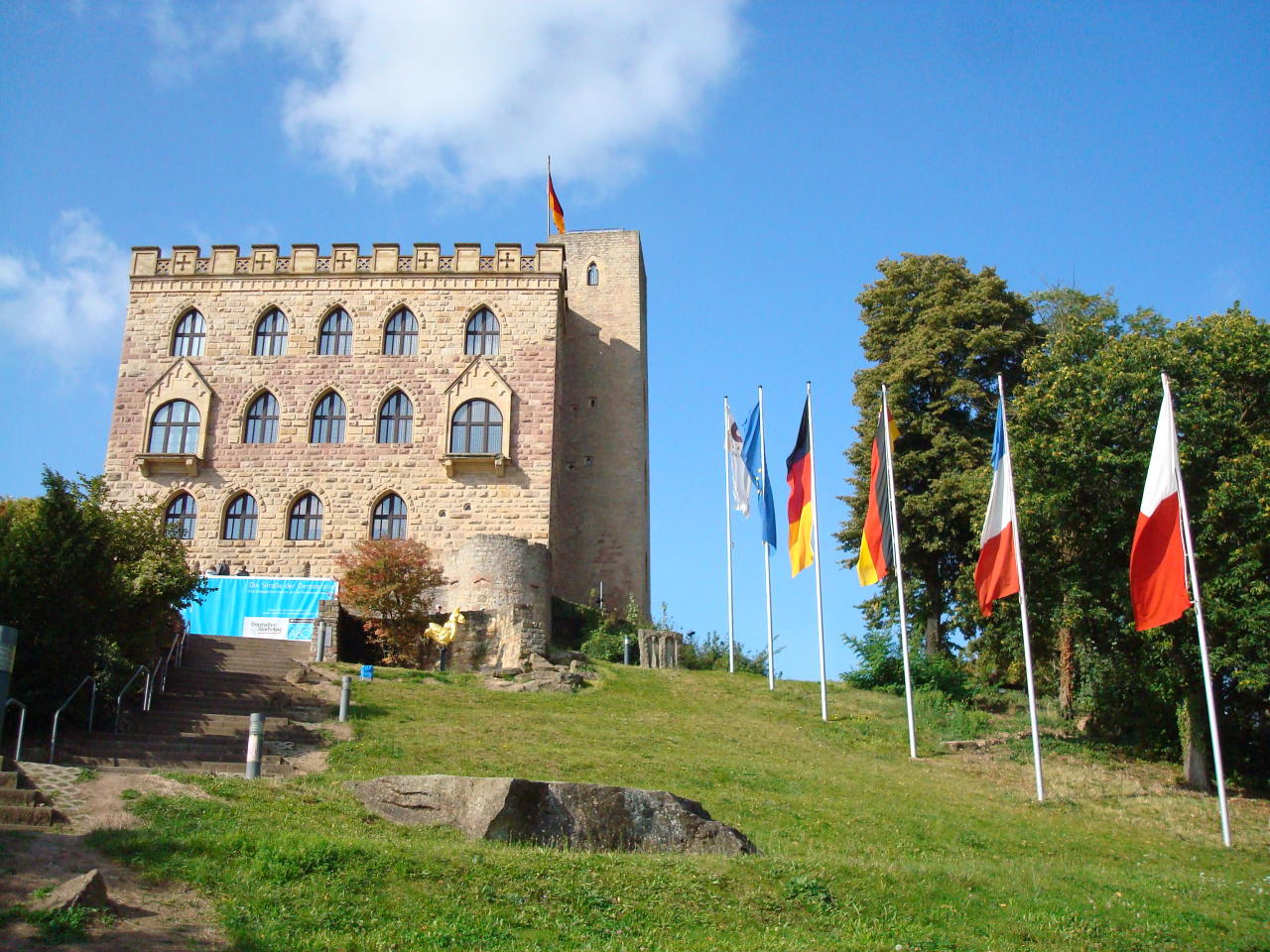
Castelul Hambach, reconstruit

Târgul a atras aproximativ 20-30 de mii de oameni din toate păturile sociale – muncitori, femei, studenți și parlamentari –, precum și de naționalitate franceză și poloneză (o delegație formată din 17 sau 20 de emigranți polonezi). Aceștia au luat parte la o procesiune de la piața Neustadt sus până la ruinele castelului.
Principalele revendicări ale mulțimii erau libertate, drepturi civile și politice, precum și unitate națională și suveranitate populară împotriva sistemului european al Sfintei Alianțe. Nu a fost atins un consens în ceea ce privește acțiunile care urmau a fi luate, iar mai târziu unii studenți au comis câteva acte violente necoordonate. Poetul Ludwig Börne, invitat la manifestație, a mărturisit că nu s-a simțit în apele sale atunci când studenții de la Universitatea din Heidelberg au format o gloată gălăgioasă aprinzând torțe în onoarea sa și declarându-l erou național. Membrii Burschenschaft au vrut o revoltă deschisă și instaurarea unui guvern provizoriu, idee respinsă categoric de jurnaliști.
Trei dintre cei patru organizatori principali ai „târgului” – Philipp Jakob Siebenpfeiffer și avocații Schüler și Geib – au fugit din țară, iar al patrulea, Johann GA Wirth a ales să rămână și a fost condamnat la doi ani de închisoare.

## Urmări
Adunarea nu a avut consecințe directe, în schimb este considerată o etapă importantă în istoria Germaniei, deoarece a fost prima dată când țara a fost marcată de o mișcare republicană. Contemporanii, printre care și Heinrich Heine, au apreciat-o ca pe o oportunitate ratată. În anul următor, aproximativ 50 de insurgenți au încercat să înceapă o revoluție democratică prin atacul asupra postului de pază din Frankfurt (Frankfurter Wachensturm), care în cele din urmă a eșuat.
Evenimentele de la Hambach au determinat Convenția Federală Germană să emită la 28 iunie 1832 un ordin care înăsprea decretele de la Carlsbad și suprima complet libertatea de exprimare. În 1833, la aniversarea a un an de la procesiune, mai multe unități de militari bavarezi au luat zona sub control, înăbușind toate încercările de a organiza o altă adunare. Mulți intelectuali s-au retras într-un mod de viață apolitic (stilul Biedermeier) în anii următori.
La festival a fost instituită combinația de negru, roșu și auriu ca simbol al mișcării democratice pentru o Germanie unită. Aceste culori au fost folosite ulterior de revoluționarii democratici în Revoluțiile din 1848 ca simbol al unității germane, care nu a fost obținută decât la unificarea din 1871 supravegheată de Otto von Bismarck. După Primul Război Mondial, combinația de negru-roșu-auriu a fost adoptată de Republica de la Weimar ca set de culori naționale ale Germaniei; ele rămân a fi culorile steagului german până în prezent.
Castelul Hambach a devenit un reper al mișcării democratice germane. Fiind în posesia prințului Maximilian al II-lea al Bavariei din 1842, clădirea a fost reconstruită în stil neogotic începând cu 1844, în prezent găzduind expoziții istorice.